# کرمواوکی
کرمواوکی (به لهستانی:  Krymławki) یک روستا در لهستان است که در گمینا بارچیانه واقع شده‌است.